# Brenda Dean
Pour les articles homonymes, voir Dean.
Brenda Dean, baronne Dean de Thornton-le-Fylde, (29 avril 1943 - 13 mars 2018) est un syndicaliste britannique et une femme politique du parti travailliste. En tant que secrétaire générale de la SOGAT de 1985 à 1991, elle est «la première femme élue à la tête d'un important syndicat industriel».

## Jeunesse
Elle est née à Salford; son père est signaleur de chemin de fer et sa mère travaille dans une fabrique de tapis. Enfant, la famille déménage à Eccles et elle fréquente le Stretford High School for Girls.

## Carrière syndicale
Elle commence sa carrière en tant que syndicaliste à l'adolescence initialement en tant que membre du Syndicat national des travailleurs de l'imprimerie, de la reliure et du papier. En 1972, elle devient secrétaire adjointe de la branche de Manchester du syndicat de l'imprimerie SOGAT (Society of Graphical and Allied Trades) et s'implique dans les négociations sur l'introduction de nouvelles technologies dans l'industrie de l'imprimerie. Montée dans la hiérarchie syndicale, elle est présidente de la SOGAT en 1983, et est élue secrétaire générale en 1985, devenant «la première femme élue à la tête d'un grand syndicat industriel».
Elle identifie les menaces pesant sur les emplois de ses membres en raison des changements imminents dans l'industrie de l'imprimerie et organise des réunions privées avec Rupert Murdoch en secret pour discuter de ses projets. Au cours du conflit Wapping de 1986/87, elle "est devenue l'un des dirigeants syndicaux les plus connus de Grande-Bretagne" . Cependant, dans ses tentatives pour résoudre la grève, "elle a été amèrement dénoncée par certaines personnes dans les chapelles militantes de Fleet Street (branches syndicales) comme un" Judas ", elle a été ridiculisée comme" une star de cinéma "à cause de sa beauté blonde et son leadership a été décrié lorsqu'elle a fait passer la survie du syndicat, avec 90% de ses membres dans les provinces, avant ce qui était essentiellement un conflit londonien.
En 1991, la SOGAT devient membre de l'Union des Graphiques, du Papier et des Médias. Dean se porte candidate au poste de secrétaire général, mais est battue de justesse par Tony Dubbins, par 78 654 voix contre 72 657. Au lieu de cela, elle devient secrétaire générale adjointe du syndicat, siégeant pendant un an avant de démissionner.

## Membre de la Chambre des lords
Dean est élevée à la pairie en octobre 1993 en tant que baronne Dean de Thornton-le-Fylde, d'Eccles dans le comté du Grand Manchester et est nommée au Conseil privé en 1998.
Elle est membre du banc avant de l'opposition travailliste à la Chambre des Lords de 1994 à 1997, et membre du Comité national d'enquête sur l'enseignement supérieur qui publie un rapport influent en 1997. Elle préside l'organe d'examen des salaires des forces armées (1999-2004), l'autorité de marché de Covent Garden (2005–13) et la Housing Corporation, aujourd'hui Homes England, (1997-2003); et est membre de la Commission royale d'enquête sur la réforme de la Chambre des lords en 1999.
Elle est élue membre de la Royal Society of Arts en 1992.
Son autobiographie, Hot Mettle, traite en grande partie de son mandat de secrétaire générale de la SOGAT au moment des batailles de Rupert Murdoch avec ses propres syndicats et d'autres syndicats, notamment le conflit Wapping. Elle est vice-présidente du Debating Group.
Elle est directrice de Labour Tomorrow le 28 juin 2016 une organisation qui finance des groupes qui s'opposent à Jeremy Corbyn en tant que leader travailliste.

## Vie privée
À partir de 1977, son partenaire est Keith McDowall, plus tard directeur général adjoint de la Confédération de l'industrie britannique ; ils se sont mariés en 1988.
Brenda Dean est décédée le 13 mars 2018, âgée de 74 ans.